# 方声洞
方声洞（1886年—1911年4月27日），字子明，福建省福州府侯官县人，清末革命家，中国同盟会的首批会员。1911年方声洞在黄花岗起义中阵亡，成为黄花岗七十二烈士中的福州十杰之一。方声洞出生于福州的商人家庭，家庭思想开明，兄弟姐妹及嫂嫂中共有7人赴日本留学、1人赴法国留学，其中6人都在清末加入了中国同盟会，以革命家庭而传为佳话。

## 生平
方声洞1886年生于福建侯官县，父亲为福州富商。方声洞幼年在福州读私塾，后来随父亲到湖北汉口，并在汉口就读新式学堂。1902年（清光绪二十八年）在兄长方声涛和姐姐方君瑛之后赴日本留学，在东京成城陆军学校学习。在校期间，他积极参与政治活动，于1903年加入了拒俄义勇队，1905年则与兄方声涛、姊方君瑛、嫂曾醒和郑萌参加入了刚刚由孙中山在东京创办的中国同盟会，成为了同盟会的第一批会员之一。不久后母亲逝世，方声洞返回福州治丧，并创办书报阅览所，宣传革命。
1906年，方声洞再度赴日，进入千叶医专学校（今千葉大學醫學部）学习，为的是研究化学、制造炸弹。1908年，他又到汉口与王颖结婚，婚后又与妻子同赴日本学医，决心“自办医院，专为贫苦产妇”，并介绍其妻加入同盟会。在日本期间，方声洞负责往返中日之间联络党人、秘密运送军火，还当选为中国留学生总代表、福建同乡会议事部长、同盟会福建支部部长等职。1911年春一度在日本接任同盟会十四支部部长一职。黄兴去香港准备在广州起义。不久从香港急电，命方声洞火速回国运送军火。走的那天，独生子满周岁，全家三口拍了一张临别纪念照片，这一去竟成永诀。2月，方声洞、方君瑛、曾醒和许多青年把弹药绑在身上运进广州，以极大的爱国热忱投入紧张的起义准备工作。方声洞、方君瑛等人利用空隙时间合影留念，并给家人分别写了诀别信。
1911年3月28日到达广州准备参加广州起义。起义爆发前一天，他分别给父母与妻子留下绝命书。3月29日下午5时30分起义爆发，方声洞在黄兴率领下由小東營5號指揮部出發向两广总督署发起进攻，因为在总督署没有寻找到总督张鸣岐，又随军离开督署，出南大门准备和革命军的防营接应，但到達雙門底与防营相遇后，由于防營指揮官溫帶雄左臂上没有戴白布加上語言又不通而被方聲洞误认作敌人開槍擊斃，防营見狀立刻反擊，方声洞身中七弹而死，时年25岁，成为黄花岗七十二烈士之一。

## 身后
黄花岗起义事后，潘达微收葬方声洞与其他战死的革命者遗体，并葬于黄花岗。黄兴在起义后的报告中称方声洞“以如花之年，勇于赴战”。1918年，方声洞的兄长，时任滇军师长的方声涛募款修七十二烈士墓，1921年，又在墓地建成纪功坊、墓亭。
方声洞的故居已于1992年5月发现，位置在福州内九彩巷16号。后经鼓楼区人民政府审批，已被列为区级重点文物保护单位。

## 家庭
方声洞的家庭为福州的富商家族，其祖父方振隆是福州布政司的幕僚，父亲为方家湜，伯父为方家澍。方家澍曾任浙江秀水县令。方家湜（方址亭）先协助方家澍处理政务，后来到湖北汉口经营公信存转运公司，承办转运业务，自任经理，时常往来京广各地，思想比较开明，供子女、儿媳念“洋学堂”，并陆续把他们送往日本留学。
方声洞共有兄弟4人，姐妹7人，方声洞排行第七。其二姊方君瑛、四嫂曾醒、六兄方声涛、六嫂郑萌、其妻王颖及八妹方君笄都先后赴日本留学，前五人还与方声洞一样加入了同盟会，一家有6个革命党人，被传为佳话，十一妹方君璧是旅法的著名画家，其夫为曾仲鸣，1939年在河内遇刺。
1908年，方声洞回国同王颖在汉口完婚。10天以后，两人一同去日本，方声洞继续医学学业，王颖不久也进入千叶学校读妇产科。1909年，方声洞之妻王颖产下一子，名叫方贤旭。方贤旭11岁那年，被母亲送到法国读书，由七姑方君瑛和十一姑方君璧照料读了小学、中学，又念了一年医科。1933年-1937年在法国完成土木工程本科，回国后在上海工作。1956年调到北京外交学院任法语教师。方贤旭与第一位夫人王霭芬是在留法时结识，婚后育有一女方思霙。王霭芬1949年赴台。方贤旭第二位夫人刘淑芳，1926年出生，女高音歌唱家，二人1972年结婚。方贤旭是第六届（1983-88）民革中央委员、外交学院法语副教授，1961、1964年连任外交学院院务委员会成员，1982年、1984年任外交学院第一届、第二届学术委员会委员。1981年10月12日在《人民日报》发表《辛亥英豪 万古留芳——纪念辛亥革命70周年》等文章。1999年3月去世，享年90岁。
中华人民共和国成立后，承认方声洞为革命烈士，每月补助烈士遗孀王颖生活用费100多元人民币，直到1977年12月王颖逝世。王颖、方贤旭多次得到周恩来总理的亲自关怀。

## 绝命书
方声洞在黄花岗起义前分别留绝命书给父母和妻子。他在给妻子的信中写道：
|  | 为四万万同胞求幸福，以尽国民之责任，……刻吾为大义而死，死得其所，亦可以无憾矣。 |